# XLVIII Legislatura del Congreso de la Unión de México
La XLVIII Legislatura del Congreso de la Unión estuvo conformada por los senadores y los diputados miembros de sus respectivas cámaras. Inició sus funciones el 1 de septiembre de 1970 y concluyó el 31 de agosto de 1973.
Los senadores y diputados fueron elegidos para su cargo en las Elecciones de 1970, los senadores fueron elegidos por un periodo de seis años (por lo que ejerció su cargo también en la siguiente legislatura), y los diputados fueron elegidos para un periodo de tres años.
La conformación de la XLVIII Legislatura fue como sigue:

## Senado de la República
Los miembros del Senado de la República fueron elegidos dos por cada uno de los entonces 29 estados y dos por el Distrito Federal, dando un total de 60 senadores.
Sin embargo, la segunda senaduría del estado de Veracruz, para la que había sido elegido Rafael Arriola Molina, no fue aprobado su dictamen sino pospuesto y nunca retomado; por lo que permaneció vacante toda la legislatura dando como resultado la existencia de solo 59 senadores.

### Número de senadores por partido político
|  | Partido                              | Senadores |
|  | ------------------------------------ | --------- |
|  | Partido Revolucionario Institucional | 59        |

Los 59 Senadores que conforman la XLVIII Legislatura fueron los siguientes:

### Senadores por entidad federativa
| Estado           | Senador                                                      | Partido | Estado          | Senador                                                              | Partido |
| ---------------- | ------------------------------------------------------------ | ------- | --------------- | -------------------------------------------------------------------- | ------- |
| Aguascalientes   | Enrique Olivares Santana                                     |         | Morelos         | Elpidio Perdomo García                                               |         |
| Aguascalientes   | Miguel Ángel Barberena Vega Suple a Augusto Gómez Villanueva |         | Morelos         | Francisco Aguilar Hernández                                          |         |
| Baja California  | Gustavo Aubanel Vallejo                                      |         | Nayarit         | Santos Ramos Contreras Suple a Rogelio Flores Curiel                 |         |
| Baja California  | Ramón Álvarez Cisneros                                       |         | Nayarit         | Emilio M. González                                                   |         |
| Campeche         | Ramón Alcalá Ferrera                                         |         | Nuevo León      | Luis M. Farías                                                       |         |
| Campeche         | Carlos Pérez Cámara                                          |         | Nuevo León      | Bonifacio Salinas Leal                                               |         |
| Chiapas          | Ramiro Yáñez Córdova Suple a Edgar Robledo Santiago          |         | Oaxaca          | Celestino Pérez Pérez                                                |         |
| Chiapas          | Juan Sabines Gutiérrez                                       |         | Oaxaca          | Gilberto Suárez Torres                                               |         |
| Chihuahua        | Arnaldo Gutiérrez Hernández                                  |         | Puebla          | Alfredo Toxqui Fernández de Lara                                     |         |
| Chihuahua        | José I. Aguilar Irungaray                                    |         | Puebla          | Guillermo Morales Blumenkron                                         |         |
| Coahuila         | Braulio Fernández Aguirre                                    |         | Querétaro       | Arturo Guerrero Ortiz                                                |         |
| Coahuila         | Oscar Flores Tapia                                           |         | Querétaro       | Salvador Jiménez del Prado                                           |         |
| Colima           | Aurora Ruvalcaba Gutiérrez                                   |         | San Luis Potosí | Guillermo Fonseca Álvarez                                            |         |
| Colima           | Roberto Pizano Saucedo                                       |         | San Luis Potosí | Florencio Salazar Martínez                                           |         |
| Distrito Federal | Alfonso Sánchez Madariaga                                    |         | Sinaloa         | Gabriel Leyva Velázquez                                              |         |
| Distrito Federal | Martín Luis Guzmán                                           |         | Sinaloa         | Alfonso Calderón Velarde                                             |         |
| Durango          | Salvador Gámiz Fernández                                     |         | Sonora          | Alejandro Carrillo Marcor                                            |         |
| Durango          | Agustín Ruiz Soto                                            |         | Sonora          | Benito Bernal Miranda                                                |         |
| Guanajuato       | José Rivera Pérez Campos                                     |         | Tabasco         | Enrique González Pedrero                                             |         |
| Guanajuato       | José Castillo Hernández                                      |         | Tabasco         | Pascual Bellizzia Castañeda                                          |         |
| Guerrero         | Vicente Fuentes Díaz                                         |         | Tamaulipas      | Enrique Cárdenas González                                            |         |
| Guerrero         | Rubén Figueroa Figueroa                                      |         | Tamaulipas      | José Romero Flores                                                   |         |
| Hidalgo          | Raúl Lozano Ramírez                                          |         | Tlaxcala        | Nicanor Serrano del Castillo                                         |         |
| Hidalgo          | Germán Corona del Rosal                                      |         | Tlaxcala        | Vicente Juárez Carro                                                 |         |
| Jalisco          | Ignacio Maciel Salcedo Suple a Renaldo Guzmán Orozco         |         | Veracruz        | Samuel Terrazas Zozaya                                               |         |
| Jalisco          | Javier García Paniagua                                       |         | Veracruz        | Vacante Por la no aprobación de la elección de Rafael Arriola Molina |         |
| México           | Francisco Pérez Ríos                                         |         | Yucatán         | Víctor Manzanilla Schaffer                                           |         |
| México           | Félix Vallejo Martínez                                       |         | Yucatán         | Francisco Luna Kan                                                   |         |
| Michoacán        | Jesús García Santacruz                                       |         | Zacatecas       | Aurora Navia Millán                                                  |         |
| Michoacán        | Norberto Mora Plancarte                                      |         | Zacatecas       | Calixto Medina Medina                                                |         |

## Cámara de Diputados
La composición de la Cámara de Diputados en la XLVIII Legislatura fue como sigue:

### Número de Diputados por partido político
| Partido | Partido                                     | Diputados mayoría relativa | Diputados de partido | Total |
| ------- | ------------------------------------------- | -------------------------- | -------------------- | ----- |
|         | Partido Revolucionario Institucional        | 178                        | 0                    | 178   |
|         | Partido Acción Nacional                     | 0                          | 20                   | 20    |
|         | Partido Popular Socialista                  | 0                          | 10                   | 10    |
|         | Partido Auténtico de la Revolución Mexicana | 0                          | 5                    | 5     |

### Diputados por distrito uninominal (mayoría relativa)
| Estado                        | Distrito | Diputado                                               | Partido | Estado                 | Distrito | Diputado                                                | Partido |
| ----------------------------- | -------- | ------------------------------------------------------ | ------- | ---------------------- | -------- | ------------------------------------------------------- | ------- |
| Aguascalientes                | 1        | Luciano Arenas Ochoa                                   |         | México                 | 4        | Alfonso Solleiro Landa                                  |         |
| Aguascalientes                | 2        | Baudelio Lariz Lariz                                   |         | México                 | 5        | Enrique Díaz Nava                                       |         |
| Baja California               | 1        | Francisco Zárate Vidal                                 |         | México                 | 6        | Guillermo Olguín Ruiz                                   |         |
| Baja California               | 2        | Marco Antonio Bolaños Cacho                            |         | México                 | 7        | Jesús Martínez Cabrera                                  |         |
| Baja California               | 3        | Alfonso Garzón Santibáñez                              |         | México                 | 8        | Mario Colín Sánchez                                     |         |
| Baja California, Terr. Sur de | Único    | Rafael Castillo Castro                                 |         | México                 | 9        | Román Ferrat Solá                                       |         |
| Campeche                      | 1        | Jorge Muñoz Icthé Suple a Rafael Rodríguez Barrera     |         | Michoacán              | 1        | Salvador Reséndiz Arreola                               |         |
| Campeche                      | 2        | Abelardo Carrillo Zavala                               |         | Michoacán              | 2        | J. Jesús Arroyo Alanís                                  |         |
| Chiapas                       | 1        | Jorge Casahonda Castillo                               |         | Michoacán              | 3        | Esvelia Calderón Corona                                 |         |
| Chiapas                       | 2        | Ángel Pola Berttolini                                  |         | Michoacán              | 4        | Daniel Mora Ramos                                       |         |
| Chiapas                       | 3        | Máximo Contreras Camacho                               |         | Michoacán              | 5        | Ignacio Gálvez Rocha                                    |         |
| Chiapas                       | 4        | Eloy Morales Espinosa                                  |         | Michoacán              | 6        | Agapito Hernández Hernández                             |         |
| Chiapas                       | 5        | Antonio Melgar Aranda                                  |         | Michoacán              | 7        | Julio Antonio Gallardo Ortiz                            |         |
| Chiapas                       | 6        | Octavio Cal y Mayor Sauz                               |         | Michoacán              | 8        | Roberto Estrada Salgado                                 |         |
| Chihuahua                     | 1        | Ramiro Salas Granado                                   |         | Michoacán              | 9        | Ildefonso Estrada Jacobo                                |         |
| Chihuahua                     | 2        | Diamantina Reyes Esparza                               |         | Morelos                | 1        | Marcos Manuel Suárez Ruiz                               |         |
| Chihuahua                     | 3        | Mario Jáquez Provencio                                 |         | Morelos                | 2        | Filomeno López Rea                                      |         |
| Chihuahua                     | 4        | Armando González Soto                                  |         | Nayarit                | 1        | Salvador Díaz Coria                                     |         |
| Chihuahua                     | 5        | Abelardo Pérez Campos                                  |         | Nayarit                | 2        | Celso Humberto Delgado                                  |         |
| Chihuahua                     | 6        | José Refugio Mar de la Rosa                            |         | Nuevo León             | 1        | Santiago Roel García                                    |         |
| Coahuila                      | 1        | Gustavo Guerra Castaños                                |         | Nuevo León             | 2        | Francisco Cerda Muñoz                                   |         |
| Coahuila                      | 2        | Luis Horacio Salinas Aguilera                          |         | Nuevo León             | 3        | Pedro Beceira Chávez                                    |         |
| Coahuila                      | 3        | Aureliano Cruz Juárez                                  |         | Nuevo León             | 4        | Arturo de la Garza González                             |         |
| Coahuila                      | 4        | Salvador Hernández Vela                                |         | Nuevo León             | 5        | Carolina Morales Farías                                 |         |
| Colima                        | 1        | José R. Rivas Guzmán                                   |         | Oaxaca                 | 1        | José Estefan Acar                                       |         |
| Colima                        | 2        | José Ernesto Díaz López                                |         | Oaxaca                 | 2        | Rodolfo Alavez Flores                                   |         |
| Distrito Federal              | 1        | León Michel Vega                                       |         | Oaxaca                 | 3        | Alberto Canseco Ruiz                                    |         |
| Distrito Federal              | 2        | Mauricio Martínez Solano                               |         | Oaxaca                 | 4        | Mario Prieto Sánchez                                    |         |
| Distrito Federal              | 3        | José Luis Alonso Sandoval                              |         | Oaxaca                 | 5        | Francisco Rosado Lobo                                   |         |
| Distrito Federal              | 4        | Carlos Hernández Márquez Suple a Octavio Sentíes Gómez |         | Oaxaca                 | 6        | Ramón Mendoza Cortés                                    |         |
| Distrito Federal              | 5        | Raúl Gómez Pedroso Suzán                               |         | Oaxaca                 | 7        | Fernando Castillo Castillo                              |         |
| Distrito Federal              | 6        | Jorge Baeza Rodríguez                                  |         | Oaxaca                 | 8        | Abdón Ortiz Cruz                                        |         |
| Distrito Federal              | 7        | Jaime Fernández Reyes                                  |         | Oaxaca                 | 9        | Jesús Rojas Villavicencio                               |         |
| Distrito Federal              | 8        | Manuel Orijel Salazar                                  |         | Puebla                 | 1        | Melquiades Trejo Hernández                              |         |
| Distrito Federal              | 9        | Aurora Fernández Fernández                             |         | Puebla                 | 2        | Juan Figueroa Velasco                                   |         |
| Distrito Federal              | 10       | Juan Moisés Calleja García                             |         | Puebla                 | 3        | Francisco Vázquez O'Farrill                             |         |
| Distrito Federal              | 11       | Juan Rodríguez Salazar                                 |         | Puebla                 | 4        | Eleazar Camarillo Ochoa                                 |         |
| Distrito Federal              | 12       | Ignacio Sologuren Martínez                             |         | Puebla                 | 5        | Rodolfo Sánchez Cruz                                    |         |
| Distrito Federal              | 13       | Leopoldo Cerón Sánchez                                 |         | Puebla                 | 6        | Fernando Cueto Fernández                                |         |
| Distrito Federal              | 14       | Luis Velázquez Jaacks                                  |         | Puebla                 | 7        | Carlos Trujillo Pérez                                   |         |
| Distrito Federal              | 15       | Roberto Dueñas Ramos                                   |         | Puebla                 | 8        | Alberto Guerrero Covarrubias                            |         |
| Distrito Federal              | 16       | Rafael Argüelles Sánchez                               |         | Puebla                 | 9        | Sixto Uribe Maltos                                      |         |
| Distrito Federal              | 17       | Cuauhtémoc Santa Ana Southé                            |         | Puebla                 | 10       | Julio Abrego Estrada                                    |         |
| Distrito Federal              | 18       | Rodolfo Martínez Moreno                                |         | Querétaro              | 1        | Consuelo García Escamilla                               |         |
| Distrito Federal              | 19       | Hilda Anderson Nevárez                                 |         | Querétaro              | 2        | Alfredo V. Bonfil                                       |         |
| Distrito Federal              | 20       | Óscar Hammeken Martínez                                |         | Quintana Roo, Terr. de | Único    | Hernán Pastrana Pastrana                                |         |
| Distrito Federal              | 21       | Héctor Ayala Guerrero                                  |         | San Luis Potosí        | 1        | Ramiro Robledo Treviño                                  |         |
| Distrito Federal              | 22       | Guillermina Sánchez Meza                               |         | San Luis Potosí        | 2        | Juan Pablo Cortés Cruz                                  |         |
| Distrito Federal              | 23       | Ignacio F. Herrerías Montoya                           |         | San Luis Potosí        | 3        | Salvador Díaz Macías                                    |         |
| Distrito Federal              | 24       | Tarsicio González Gutiérrez                            |         | San Luis Potosí        | 4        | Luis Tudón Hurtado                                      |         |
| Durango                       | 1        | Manuel Aguilera Tavizón                                |         | San Luis Potosí        | 5        | Tomás Medina Ponce                                      |         |
| Durango                       | 2        | Manuel Esquivel Gámez                                  |         | Sinaloa                | 1        | Salvador Esquer Apodaca                                 |         |
| Durango                       | 3        | Francisco Navarro Veloz                                |         | Sinaloa                | 2        | Marco Antonio Espinoza Pablos                           |         |
| Durango                       | 4        | Jacinto Moreno Villalba                                |         | Sinaloa                | 3        | Víctor Gandarilla Carrasco Suple a Renato Vega Alvarado |         |
| Guanajuato                    | 1        | Vicente Martínez Santibáñez                            |         | Sinaloa                | 4        | Alejandro Ríos Espinoza                                 |         |
| Guanajuato                    | 2        | Antonio Hernández Ornelas                              |         | Sonora                 | 1        | Jesús Gámez Soto                                        |         |
| Guanajuato                    | 3        | José Arturo Lozano Madrazo                             |         | Sonora                 | 2        | Enrique Fox Romero                                      |         |
| Guanajuato                    | 4        | Roberto Sánchez Dávalos                                |         | Sonora                 | 3        | Manuel R. Bobadilla                                     |         |
| Guanajuato                    | 5        | Bonifacio Ibarra Morales                               |         | Sonora                 | 4        | Javier Bours Almada                                     |         |
| Guanajuato                    | 6        | Juan J. Varela Mayorga                                 |         | Tabasco                | 1        | Manuel Piñera Morales                                   |         |
| Guanajuato                    | 7        | J. Jesús Arroyo García                                 |         | Tabasco                | 2        | Rubén Darío Vidal Ramos                                 |         |
| Guanajuato                    | 8        | Roberto Suárez Nieto                                   |         | Tamaulipas             | 1        | Donaciano Muñoz Martínez                                |         |
| Guanajuato                    | 9        | Luis H. Ducoing Gamba                                  |         | Tamaulipas             | 2        | Gerardo Ballí González                                  |         |
| Guerrero                      | 1        | Moisés Ochoa Campos                                    |         | Tamaulipas             | 3        | Agapito González Cavazos                                |         |
| Guerrero                      | 2        | Jaime Pineda Salgado                                   |         | Tamaulipas             | 4        | Marciano Aguilar González                               |         |
| Guerrero                      | 3        | Ramiro González Casales                                |         | Tamaulipas             | 5        | Cirilo Rodríguez Guerrero                               |         |
| Guerrero                      | 4        | Rogelio de la O Almazán                                |         | Tlaxcala               | 1        | José Dolores Díaz Flores                                |         |
| Guerrero                      | 5        | Ramón Uribe Urzúa                                      |         | Tlaxcala               | 2        | María de los Ángeles Grant Munive                       |         |
| Guerrero                      | 6        | José María Serna Maciel                                |         | Veracruz               | 1        | Raymundo Flores Bernal                                  |         |
| Hidalgo                       | 1        | Darío Pérez González                                   |         | Veracruz               | 2        | Noé Ortega Martínez                                     |         |
| Hidalgo                       | 2        | Antonio Hernández García                               |         | Veracruz               | 3        | Salvador Verónica Sánchez                               |         |
| Hidalgo                       | 3        | Humberto Cuevas Villegas                               |         | Veracruz               | 4        | Mario V. Malpica Bernabé                                |         |
| Hidalgo                       | 4        | Abel Ramírez Acosta                                    |         | Veracruz               | 5        | Agustín Alvarado González                               |         |
| Hidalgo                       | 5        | Enrique Soto Reséndiz                                  |         | Veracruz               | 6        | Ignacio González Rebolledo                              |         |
| Jalisco                       | 1        | José Carlos Osorio Aguilar                             |         | Veracruz               | 7        | José Romás Mortera Cuevas                               |         |
| Jalisco                       | 2        | María Guadalupe Martínez de Hernández Loza             |         | Veracruz               | 8        | Juan Zurita Lagunes                                     |         |
| Jalisco                       | 3        | Genaro Cornejo Cornejo                                 |         | Veracruz               | 9        | Santiago Villalvazo Márquez                             |         |
| Jalisco                       | 4        | Porfirio Cortés Silva                                  |         | Veracruz               | 10       | Marco Antonio Ross Martínez                             |         |
| Jalisco                       | 5        | Humberto Hiriart Urdanivia                             |         | Veracruz               | 11       | Roberto Ávila González                                  |         |
| Jalisco                       | 6        | Rubén Moheno Velasco                                   |         | Veracruz               | 12       | Ignacio Altamirano Marín                                |         |
| Jalisco                       | 7        | José Martín Barba                                      |         | Veracruz               | 13       | Hilario Gutiérrez Rosas                                 |         |
| Jalisco                       | 8        | Arnulfo Villaseñor Saavedra                            |         | Veracruz               | 14       | Sergio Martínez Mendoza                                 |         |
| Jalisco                       | 9        | Óscar de la Torre Padilla                              |         | Yucatán                | 1        | Orlando Valencia Moguel                                 |         |
| Jalisco                       | 10       | José María Martínez Rodríguez                          |         | Yucatán                | 2        | Alejandro Peraza Uribe                                  |         |
| Jalisco                       | 11       | María Guadalupe Urzúa Flores                           |         | Yucatán                | 3        | Jorge Carlos González Rodríguez                         |         |
| Jalisco                       | 12       | Abel Salgado Velázquez                                 |         | Zacatecas              | 1        | Raúl Rodríguez Santoyo                                  |         |
| México                        | 1        | Alberto Hernández Curiel                               |         | Zacatecas              | 2        | Nicolás Márquez Acosta                                  |         |
| México                        | 2        | José Delgado Valle                                     |         | Zacatecas              | 3        | Jesús Yáñez Castro                                      |         |
| México                        | 3        | Rafael Riva Palacio                                    |         | Zacatecas              | 4        | Jesús Bárcenas Gallegos                                 |         |

### Diputados de partido
| Diputado                    | Partido | Diputado                     | Partido | Diputado                         | Partido |
| --------------------------- | ------- | ---------------------------- | ------- | -------------------------------- | ------- |
| José Melgarejo Gómez        |         | Guillermo Ruiz Vázquez       |         | Maximiliano León Murillo         |         |
| Mayo Arturo Bravo Hernández |         | Bernardo Bátiz               |         | Felipe Cerecero López            |         |
| Roberto Flores Granados     |         | Guillermo Baeza Somellera    |         | Francisco Hernández Juárez       |         |
| Miguel Hernández Labastida  |         | Jorge Garabito Martínez      |         | Simón Jiménez Cárdenas           |         |
| Miguel López González       |         | Jesús Rojo Pérez             |         | Emilia Dorado Baltazar           |         |
| Guillermo Islas Olguín      |         | Ernesto Velasco Lafarga      |         | Jesús Luján Gutiérrez            |         |
| Juan Landerreche Obregón    |         | Juan Manuel López Sanabria   |         | Juan Barragán Rodríguez          |         |
| Magdaleno Gutiérrez Herrera |         | Francisco José Peniche Bolio |         | Héctor Rentería Acosta           |         |
| Inocencio Sandoval Zavala   |         | Jorge Cruickshank García     |         | Laura Peraldi Ferriño            |         |
| Hiram Escudero Álvarez      |         | Francisco Ortiz Mendoza      |         | Fortino Alejandro Garza Cárdenas |         |
| José Blas Briseño Rodríguez |         | Alejandro Gascón Mercado     |         | Roberto Herrera Giovanini        |         |
| Alfonso Orozco Rosales      |         | Manuel Stephens García       |         |                                  |         |